# チェコフィギュアスケート選手権
チェコフィギュアスケート選手権（チェコ語: Mistrovství ČR v krasobruslení）はチェコのフィギュアスケート全国選手権。

## 概要
男女シングル、ペア、アイスダンス各種目のシニア、ジュニア、ノービスクラスの競技会が行われる。
2006-07年シーズンと2007-08年シーズンはスロバキアと合同開催された。
2008-09年シーズンは2009年チェコ国際選手権(チェコ語: Mezinárodní mistrovství České republiky 2009)の名称でポーランド及びスロバキアと合同開催され、2009-10年シーズンからは三カ国選手権(英語: 3 Nationals)の名称で同じくポーランド及びスロバキアと合同開催された。2013-14年シーズンからはそこにハンガリーも加わり、四カ国選手権(英語: 4 Nationals Championships)の名称で合同開催された。

## 歴代メダリスト

### 男子シングル
| 年        | 開催地                       | 金                           | 銀                           | 銅                       |
| --------- | ---------------------------- | ---------------------------- | ---------------------------- | ------------------------ |
| 1997/1998 | ブルノ                       | ラデク・ホラーク             | ペドル・ヤロシュ             | カレル・ネコラ           |
| 1998/1999 | カルヴィナー                 | ルカーシュ・ラコフスキー     | ラデク・ホラーク             | カレル・ネコラ           |
| 1999/2000 | ムラダー・ボレスラフ         | ルカーシュ・ラコフスキー     | ラデク・ホラーク             | トマーシュ・シュロム     |
| 2000/2001 | ムラダー・ボレスラフ         | ルカーシュ・ラコフスキー     | トマシュ・ベルネル           | トマーシュ・シュロム     |
| 2001/2002 | カルヴィナー                 | トマシュ・ベルネル           | ルカーシュ・ラコフスキー     | ラデク・ホラーク         |
| 2002/2003 | ブルノ                       | トマシュ・ベルネル           | ルカーシュ・ラコフスキー     | オンドレイ・ホタレック   |
| 2003/2004 | フラデツ・クラーロヴェー     | トマシュ・ベルネル           | ミハル・マドロホ             | オンドレイ・ホタレック   |
| 2004/2005 | オストラヴァ                 | トマーシュ・ヤネチュコ       | ミハル・マドロホ             | ルカーシュ・ラコフスキー |
| 2005/2006 | チェスケー・ブジェヨヴィツェ | トマシュ・ベルネル           | パヴェル・カシュカ           | ルカーシュ・ラコフスキー |
| 2006/2007 | リベレツ                     | トマシュ・ベルネル           | パヴェル・カシュカ           | トマーシュ・ヤネチュコ   |
| 2007/2008 | トレンチーン                 | トマシュ・ベルネル           | ミハル・ブジェジナ           | パヴェル・カシュカ       |
| 2008/2009 | チネツ                       | パヴェル・カシュカ           | ミハル・マドロホ             | ペドル・ビダジュ         |
| 2009/2010 | チェシン                     | ミハル・ブジェジナ           | トマシュ・ベルネル           | パヴェル・カシュカ       |
| 2010/2011 | ジリナ                       | トマシュ・ベルネル           | ミハル・ブジェジナ           | パヴェル・カシュカ       |
| 2011/2012 | オストラヴァ                 | トマシュ・ベルネル           | ミハル・ブジェジナ           | パヴェル・カシュカ       |
| 2012/2013 | チェシン                     | トマシュ・ベルネル           | パヴェル・カシュカ           | マルコ・ザコリル         |
| 2013/2014 | ブラチスラヴァ               | トマシュ・ベルネル           | ミハル・ブジェジナ           | ペトル・ツォウファル     |
| 2014/2015 | ブダペスト                   | ミハル・ブジェジナ           | ペトル・ツォウファル         | パヴェル・カシュカ       |
| 2015/2016 | トジネツ                     | ミハル・ブジェジナ           | イジー・ベロラドスキー       | ペトル・コトラリク       |
| 2016/2017 | カトヴィツェ                 | イジー・ベロラドスキー       | マティアシュ・ベロラドスキー | Tomas KUPKA              |
| 2017/2018 | コシツェ                     | イジー・ベロラドスキー       | マティアシュ・ベロラドスキー | ペトル・コトラリク       |
| 2018/2019 | ブダペスト                   | マティアシュ・ベロラドスキー | ペトル・コトラリク           | ダニエル・ムラゼク       |
| 2019/2020 | オストラヴァ                 | ミハル・ブジェジナ           | マティアシュ・ベロラドスキー | イジー・ベロラドスキー   |
| 2020/2021 | チェシン                     | ミハル・ブジェジナ           | イジー・ベロラドスキー       | ゲオルギー・レシュテンコ |
| 2021/2022 | スピシュスカー・ノバー・ベス | マティアシュ・ベロラドスキー | ゲオルギー・レシュテンコ     | 競技者なし               |
| 2022/2023 | ブダペスト                   | ペトル・コトラリク           | ゲオルギー・レシュテンコ     | 競技者なし               |
| 2023/2024 | トゥルノフ                   | ゲオルギー・レシュテンコ     | フィリップ・シェルバ         | 競技者なし               |
| 2024/2025 | チェシン                     | ゲオルギー・レシュテンコ     | フィリップ・シェルバ         | ペトル・コトラリク       |

### 女子シングル
| 年        | 開催地                       | 金                                 | 銀                                 | 銅                                 |
| --------- | ---------------------------- | ---------------------------------- | ---------------------------------- | ---------------------------------- |
| 1997/1998 | ブルノ                       | レンカ・クロヴァナー               | カテジナ・ブロホノヴァー           | ヴェロニカ・スカリツカー           |
| 1998/1999 | カルヴィナー                 | アネッテ・ディトルトヴァー         | ヴェロニカ・ディトルトヴァー       | ペトラ・レヘカー                   |
| 1999/2000 | ムラダー・ボレスラフ         | エヴァ・フダー                     | レンカ・シェニグロヴァー           | ヴェロニカ・ディトルトヴァー       |
| 2000/2001 | ムラダー・ボレスラフ         | ルチエ・クラウショヴァー           | レンカ・シェニグロヴァー           | ヴェロニカ・ディトルトヴァー       |
| 2001/2002 | カルヴィナー                 | ルチエ・クラウショヴァー           | ヴェロニカ・ディトルトヴァー       | レンカ・シェニグロヴァー           |
| 2002/2003 | ブルノ                       | ルチエ・クラウショヴァー           | ペトラ・ルカーチーコヴァー         | マルタ・クリーモヴァー             |
| 2003/2004 | フラデツ・クラーロヴェー     | ペトラ・ルカーチーコヴァー         | イバナ・フジエツォバー             | ディナ・バビチカー                 |
| 2004/2005 | オストラヴァ                 | ペトラ・ルカーチーコヴァー         | パヴラ・スコタロヴァー             | イバナ・フジエツォバー             |
| 2005/2006 | チェスケー・ブジェヨヴィツェ | イバナ・フジエツォバー             | ペトラ・ルカーチーコヴァー         | ハナ・ハリパロヴァー               |
| 2006/2007 | リベレツ                     | イバナ・フジエツォバー             | ネッラ・シマオヴァ                 | クラーラ・ノヴァーコヴァー         |
| 2007/2008 | トレンチーン                 | ネッラ・シマオヴァ                 | ハナ・ハリパロヴァー               | クラーラ・ノヴァーコヴァー         |
| 2008/2009 | チネツ                       | ネッラ・シマオヴァ                 | イバナ・フジエツォバー             | マルティナ・ボチェク               |
| 2009/2010 | チェシン                     | マルティナ・ボチェク               | イバナ・ブスコバー                 | ネッラ・シマオヴァ                 |
| 2010/2011 | ジリナ                       | マルティナ・ボチェク               | クリスチナ・コストコヴァ           | エリスカ・ブレジノワ               |
| 2011/2012 | オストラヴァ                 | エリスカ・ブレジノワ               | クララ・スベットリコヴァ           | Nastasia LOBACHEVSKAYA             |
| 2012/2013 | チェシン                     | ラウラ・ラザジコヴァ               | クララ・スベットリコヴァ           | ヤナ・ツォウファロヴァー           |
| 2013/2014 | ブラチスラヴァ               | エリスカ・ブレジノワ               | エリザヴェータ・ウコロワ           | ヤナ・ツォウファロヴァー           |
| 2014/2015 | ブダペスト                   | エリスカ・ブレジノワ               | エリザヴェータ・ウコロワ           | ヤナ・ツォウファロヴァー           |
| 2015/2016 | トジネツ                     | エリスカ・ブレジノワ               | ミハエラ・ルチエ・ハンズリコヴァー | アナ・ドゥシュコヴァー             |
| 2016/2017 | カトヴィツェ                 | ミハエラ・ルチエ・ハンズリコヴァー | エリスカ・ブレジノワ               | ナタリー・クパテノヴァ―            |
| 2017/2018 | コシツェ                     | エリスカ・ブレジノワ               | ダニエラ・コー                     | ミハエラ・ルチエ・ハンズリコヴァー |
| 2018/2019 | ブダペスト                   | エリスカ・ブレジノワ               | クララ・ステパノヴァ―              | アネタ・ヤニクズコヴァー           |
| 2019/2020 | オストラヴァ                 | エリスカ・ブレジノワ               | ニコラ・ライチタリコヴァー         | カテリナ・フリコヴァー             |
| 2020/2021 | チェシン                     | エリスカ・ブレジノワ               | ニコラ・ライチタリコヴァー         | オルサ・ガドソヴァー               |
| 2021/2022 | スピシュスカー・ノバー・ベス | エリスカ・ブレジノワ               | ニコラ・ライチタリコヴァー         | エレン・スラビコヴァー             |
| 2022/2023 | ブダペスト                   | バーバラ・ヴランコヴァー           | エリスカ・ブレジノワ               | ニコラ・ライチタリコヴァー         |
| 2023/2024 | トゥルノフ                   | バーバラ・ヴランコヴァー           | エリスカ・ブレジノワ               | ミハエラ・ヴラスタコヴァー         |
| 2024/2025 | チェシン                     | ミハエラ・ヴラスタコヴァー         | エリスカ・ブレジノワ               | バーバラ・ヴランコヴァー           |

### ペア
| 年                    | 開催地                       | 金                                                  | 銀                                                        | 銅                                                    |
| --------------------- | ---------------------------- | --------------------------------------------------- | --------------------------------------------------------- | ----------------------------------------------------- |
| 1997/1998             | ブルノ                       | カテジナ・ベラーンコヴァー and オット・ドゥラボラ   | 競技者なし                                                | 競技者なし                                            |
| 1998/1999             | カルヴィナー                 | カテジナ・ベラーンコヴァー and オット・ドゥラボラ   | 競技者なし                                                | 競技者なし                                            |
| 1999/2000             | ムラダー・ボレスラフ         | カテジナ・ベラーンコヴァー and オット・ドゥラボラ   | ミハエラ・クルトスカー and マレク・セドルマイェル         | 競技者なし                                            |
| 2000/2001             | ムラダー・ボレスラフ         | ミハエラ・クルトスカー and マレク・セドルマイェ     | ラトカ・ズラトホラーフコヴァー and カレル・シュテヴル     | 競技者なし                                            |
| 2001/2002             | カルヴィナー                 | カテジナ・ベラーンコヴァー and オット・ドゥラボラ   | ヴェロニカ・ハヴリーチュコヴァー and カレル・シュテヴル   | 競技者なし                                            |
| 2002/2003             | ブルノ                       | カテジナ・ベラーンコヴァー and オット・ドゥラボラ   | マリア・ゲラシメンコ and ウラジミール・フタース           | アンドレア・ヴァルゴヴァー and マレク・セドルマイェル |
| 2003/2004             | フラデツ・クラーロヴェー     | カテジナ・ベラーンコヴァー and オット・ドゥラボラ   | ヴェロニカ・ハヴリーチュコヴァー and カレル・シュテヴル   | 競技者なし                                            |
| 2004/2005             | オストラヴァ                 | 競技者なし                                          | 競技者なし                                                | 競技者なし                                            |
| 2005/2006             | チェスケー・ブジェヨヴィツェ | オリガ・プロクロノワ and カレル・シュテヴル         | 競技者なし                                                | 競技者なし                                            |
| 2006/2007 ～2009/2010 | 競技者なし                   | 競技者なし                                          | 競技者なし                                                | 競技者なし                                            |
| 2010/2011             | ジリナ                       | クラーラ・カドレツォヴァー and ペドル・ビダジュ     | アレクサンドラ・ヘルブリコワ and アレクサンドル・ザボエフ | 競技者なし                                            |
| 2011/2012             | オストラヴァ                 | アレクサンドラ・ヘルブリコワ and ルディ・アルマート | 競技者なし                                                | 競技者なし                                            |
| 2012/2013 -2019/2020  | 競技者なし                   | 競技者なし                                          | 競技者なし                                                | 競技者なし                                            |
| 2020/2021             | チェシン                     | Jelizaveta Žuková / マルティン・ビダジュ            | 競技者なし                                                | 競技者なし                                            |
| 2021/2022             | スピシュスカー・ノバー・ベス | -                                                   | 競技者なし                                                | 競技者なし                                            |
| 2022/2023             | ブダペスト                   | Federica Simioli / Alessandro Zarbo                 | 競技者なし                                                | 競技者なし                                            |
| 2023/2024             | トゥルノフ                   | Barbora Kuciánová / マルティン・ビダジュ            | 競技者なし                                                | 競技者なし                                            |
| 2024/2025             | チェシン                     | 競技者なし                                          | 競技者なし                                                | 競技者なし                                            |

### アイスダンス
| 年                   | 開催地                       | 金                                                        | 銀                                                        | 銅                                                        |
| -------------------- | ---------------------------- | --------------------------------------------------------- | --------------------------------------------------------- | --------------------------------------------------------- |
| 1997/1998            | ブルノ                       | カテジナ・ムラーゾヴァー and マルティン・シメチェク       | シャールカ・ヴォンドルコヴァー and ルカーシュ・クラール   | アレナ・クランポロヴァー and ヤン・ネラド                 |
| 1998/1999            | カルヴィナー                 | ガブリエラ・フラースカー and イジー・プロハースカ         | カテジナ・コヴァロヴァー and ダヴィト・シュルマン         | マルティナ・グヴァルチャーコヴァー and オタ・ヤンデイセク |
| 1999/2000            | ムラダー・ボレスラフ         | カテジナ・コヴァロヴァー and ダヴィト・シュルマン         | マルティナ・グヴァルチャーコヴァー and オタ・ヤンデイセク | 競技者なし                                                |
| 2000/2001            | ムラダー・ボレスラフ         | カテジナ・コヴァロヴァー and ダヴィト・シュルマン         | ヴェロニカ・モラーフコヴァー and イジー・プロハースカ     | マルティナ・グヴァルチャーコヴァー and オタ・ヤンデイセク |
| 2001/2002            | カルヴィナー                 | ヴェロニカ・モラーフコヴァー and イジー・プロハースカ     | カテジナ・コヴァロヴァー and ダヴィト・シュルマン         | 競技者なし                                                |
| 2002/2003            | ブルノ                       | ヴェロニカ・モラーフコヴァー and イジー・プロハースカ     | ペトラ・パハロヴァー and ペトル・クノト                   | 競技者なし                                                |
| 2003/2004            | フラデツ・クラーロヴェー     | ペトラ・パハロヴァー and ペトル・クノト                   | デャナ・ヤノシュチャーコヴァー and イジー・プロハースカ   | 競技者なし                                                |
| 2004/2005            | オストラヴァ                 | デャナ・ヤノシュチャーコヴァー and イジー・プロハースカ   | ペトラ・パハロヴァー and ペトル・クノト                   | 競技者なし                                                |
| 2005/2006            | チェスケー・ブジェヨヴィツェ | カミラ・ハーイコバー and ダビト・ビンツォウル             | 競技者なし                                                | 競技者なし                                                |
| 2006/2007            | リベレツ                     | カミラ・ハーイコバー and ダビト・ビンツォウル             | 競技者なし                                                | 競技者なし                                                |
| 2007/2008            | トレンチーン                 | カミラ・ハーイコバー and ダビト・ビンツォウル             | ルツィエ・ミズリヴェチュコヴァー and マチェイ・ノヴァーク | 競技者なし                                                |
| 2008/2009            | チネツ                       | カミラ・ハーイコバー and ダビト・ビンツォウル             | ルツィエ・ミズリヴェチュコヴァー and マチェイ・ノヴァーク | 競技者なし                                                |
| 2009/2010            | チェシン                     | カミラ・ハーイコバー and ダビト・ビンツォウル             | 競技者なし                                                | 競技者なし                                                |
| 2010/2011            | ジリナ                       | ルツィエ・ミズリヴェチュコヴァー and マチェイ・ノヴァーク | 競技者なし                                                | 競技者なし                                                |
| 2011/2012            | オストラヴァ                 | ガブリエラ・クボヴァ and ドミトリー・キセリョフ           | ルツィエ・ミズリヴェチュコヴァー and ニール・ブラウン     | カロリナ・プロハースコヴァー and ミハル・チェシカ         |
| 2012/2013            | チェシン                     | ルツィエ・ミズリヴェチュコヴァー and ニール・ブラウン     | ガブリエラ・クボヴァ and マチェイ・ノヴァーク             | 競技者なし                                                |
| 2013/2014            | ブラチスラヴァ               | ルツィエ・ミズリヴェチュコヴァー and ニール・ブラウン     | 競技者なし                                                | 競技者なし                                                |
| 2014/2015            | ブダペスト                   | コートニー・マンスール and ミハル・チェシカ               | 競技者なし                                                | 競技者なし                                                |
| 2015/2016            | トジネツ                     | 競技者なし                                                | 競技者なし                                                | 競技者なし                                                |
| 2016/2017            | カトヴィツェ                 | コートニー・マンスール and ミハル・チェシカ               | Nicole KUZMICH and Alexandr SINICYN                       |                                                           |
| 2017/2018            | コシツェ                     | コートニー・マンスール and ミハル・チェシカ               | 競技者なし                                                | 競技者なし                                                |
| 2018/2019 -2020/2021 | 競技者なし                   | 競技者なし                                                | 競技者なし                                                | 競技者なし                                                |
| 2021/2022            | スピシュスカー・ノバー・ベス | Natálie Taschlerová / Filip Taschler                      | 競技者なし                                                | 競技者なし                                                |
| 2022/2023            | ブダペスト                   | Natálie Taschlerová / Filip Taschler                      | Denisa Cimlová / ヨティ・ポリゾアキス                     | 競技者なし                                                |
| 2023/2024            | トゥルノフ                   | Kateřina Mrázková / Daniel Mrázek                         | 競技者なし                                                | 競技者なし                                                |
| 2024/2025            | チェシン                     | Natálie Taschlerová / Filip Taschler                      | Kateřina Mrázková / Daniel Mrázek                         | 競技者なし                                                |